# شته پنبه
شته پنبه (نام علمی: Aphis gossypii) نام یک گونه از سرده شپشه است.